# Štrbská pahorkatina
Štrbská pahorkatina je geomorfologickou částí Popradské kotliny. Nachází se v západní části území, na rozhraní Liptova a Spiše, západně od města Svit.

## Polohopis
Území se nachází ve střední části Podtatranské kotliny, ve východní části podcelku Popradská kotlina. Leží na pomezí regionů Liptov a Spiš, na rozvodí Baltského a Černého moře. V rámci podtatranské kotliny sousedí na západě s Hybianskou pahorkatinou (geomorfologická část Liptovské kotliny), na severu leží podcelek Tatranské podhorie a východním směrem navazují Lomnická pahorkatina a Popradská rovina, obě části Popradské kotliny. Jihovýchodní okraj vymezuje Dúbrava a jižní Važecký chrbát, oba podcelky pohoří Kozie chrbty.
Vysoce položená pahorkatina je v západní části pramennou oblastí menších potoků, severovýchodní protékají horské bystřiny, pramenící v nedalekých Tatrách. Mimo Šuňavského potoka a jeho přítoků, které jsou součástí povodí Váhu, směřují všechny ostatní vodní toky ze Štrbského pahorkatiny východním směrem do řeky Poprad a Baltského moře. Nejvýznamnější jsou Poprad, Mlynica, Lopušná, Háganský a Štrbský potok .
Ze sídel se v této části Popradské kotliny nachází Štrba, Šuňava a Lučivná. Střední částí prochází Evropská silnice E50, vedoucí v trase dálnice D1 (Žilina - Košice), severněji, přes Tatranskou Štrbu (odbočka II/538 na Štrbské Pleso) prochází silnice I/18 (Liptovský Hrádok - Poprad). Touto Podtatranskou osadou a následně kolem Štrby vede železniční trať Košice–Žilina, která je součástí nejvýznamnějšího železničního spojení země. Právě v Tatranské Štrbě se na tuto trať připojuje ozubnicová železnice na Štrbské Pleso.

## Ochrana území
Severní část Štrbské pahorkatiny leží na území ochranného pásma Tatranského národního parku, který na toto území přímo zasahuje malou částí v blízkosti Tatranské Štrby. Z maloplošných, zvláště chráněných lokalit v této části Popradské kotliny leží přírodní rezervace Jelšina, východního okraje se dotýkají i přírodní rezervace Bôrik a Baba.

## Turismus
Západní část Popradské kotliny patří mezi oblíbené oblasti, jelikož místní části obce Štrba - Tatranská Štrba a Štrbské Pleso, leží už v atraktivní části Tater. Z Tatranské Štrby, která je již samotná turistickou destinací, vedou přístupové komunikace přímo na Štrbské Pleso, které je jedním z klenotů pohoří. V blízkosti Lučivné jsou lyžařské areály, milovníky historie zaujme zaniklá středověká osada Šoldov , zmiňovaná již v 10. století a zničena během mongolského vpádu do Uherska v roce 1241.
Územím vede  modrá značka z lokality Kolesárky v Čiernovážské dolině přes Šuňavu, Štrbu a Tatranskou Štrbu na Štrbské Pleso. Z Lučivné vede  žlutě značená trasa Lopušnou dolina do Vikartovců.